# Helga Kanies
Helga Kanies (geborene Scheffs, * 1936 in Oberhausen) ist eine deutsche Skatspielerin, Autorin und Schlagersängerin.

## Leben
Helga Kanies wurde sowohl 1962 als auch 1969 noch unter ihrem Geburtsnamen Scheffs Deutsche Skatmeisterin im Einzelkampf. In den Jahren 1962 und 1965 wurde sie darüber hinaus Deutsche Skatmeisterin im Mannschaftskampf des Deutschen Skatverbandes (DSkV). 1964 gründete sie gemeinsam mit Inge Trebe den ersten Damen-Skatclub Nordrhein-Westfalens.
Später betätigte sie sich als Sängerin und veröffentlichte 1981 die Single Stich mal hier, stich mal da, 1987 folgte die Single Hallo Kommissar Schimanski.
1982 kam ihr Buch Menschenkinder : Erzählungen und Verse auf den Markt. Bis heute veröffentlichte sie drei weitere Bücher, darunter das Sachbuch 18, 20 – nur nicht passen!. 2005 sang sie für den Sampler Ruhrpottschlager zwei Titel ein.
Sie ist mit Günther Kanies verheiratet und hat eine Tochter.

## Ehrungen
- Die Illustrierte Das neue Blatt zeichnete Helga Kanies 1980 und 1988 mit der goldenen Rose aus.
- vom Deutschen Skatverband wurde sie mit der silbernen Ehrennadel ausgezeichnet.
- Helga Kanies wurde vom damaligen Ministerpräsidenten Johannes Rau und seiner Gattin Christina Rau wegen ihres herausragenden sozialen Engagements in die Staatskanzlei eingeladen.